# Mount & Blade II: Bannerlord
Mount & Blade II: Bannerlord (tạm dịch: Chiến mã và Thanh gươm 2: Lãnh chúa) là một tựa game hành động nhập vai thời Trung cổ do hãng TaleWorlds Entertainment của Thổ Nhĩ Kỳ phát triển và phát hành. Phần đầu tiên được công bố vào năm 2012. Phiên bản này được coi là phần tiền truyện của Mount & Blade: Warband.

## Cốt truyện

### Bối cảnh
Game lấy bối cảnh 200 năm trước những sự kiện xảy ra trong Mount & Blade: Warband. Xuyên suốt thời kỳ suy tàn của Đế quốc Calradic và sự thành lập các vương quốc vốn đã từng xuất hiện trong những phiên bản trước đây. Quá trình suy vong của Đế quốc Calradic cũng tương tự như sự sụp đổ của Đế quốc La Mã và sự hình thành của các vương quốc sơ khai ở Trung Đông, Bắc Phi và châu Âu. Áo giáp, vũ khí và kiến trúc lấy cảm hứng từ năm 600 đến năm 1100. Hơn nữa, có rất nhiều chư hầu khác nhau phục vụ cho Vương quốc tùy theo cung cách của họ.

### Phe phái
Bannerlord sẽ bao gồm ít nhất sáu phe phái chính,  mỗi bên bao gồm các gia tộc thù nghịch với những mục tiêu của riêng họ, cũng như các phe nhóm vũ trang như lính đánh thuê. Các phe cánh Northern, Western, và Southern Empire đều sử dụng một đội hình cần bằng gồm toàn kỵ binh nặng, lính cầm giáo và cung thủ. Vlandia là một vương quốc phong kiến chuyên về chiến thuật kỵ binh nặng. Sturgia ở cánh rừng phương Bắc thì chuyên về bộ binh trang bị rìu và kiếm. Aserai ở vùng sa mạc phía Nam rất giỏi cả về chiến thuật kỵ binh và bộ binh. Khuzait ở thảo nguyên phía Đông thì chuyên về kỵ binh bắn cung. Battania ở vùng rừng rậm trung tâm thì chuyên về lối đánh phục kích với cung thủ từ trên cây.

## Phát triển

Logo của game

Tháng 9 năm 2012, TaleWorlds thông báo rằng trò chơi này đang trong quá trình phát triển và cho tung ra một teaser trailer. Đồ họa của game đã được cải thiện đáng kể so với những phiên bản tiền nhiệm, Mount & Blade: Warband có cơ chế đổ bóng tốt hơn và các mô hình chi tiết cao hơn. Chuyển động nhân vật được tạo ra là nhờ sử dụng công nghệ motion capture và diễn hoạt trên khuôn mặt cũng sẽ được cập nhật để cải tiến biểu cảm của nhân vật. Những tính năng có liên quan đến lối chơi cũng đang được nâng cấp bằng một bảng giao diện mới và trí tuệ nhân tạo tốt hơn. Hệ thống công thành cũng đang được cải tiến dựa trên phản hồi của người chơi, với những chiến thuật bổ sung như thêm máy bắn đá và phương tiện phá cổng giúp người chơi có thể phá vỡ những thành lũy của đối phương, yêu cầu người chơi sẽ phải nâng cao khả năng tư duy chiến thuật cũng như dàn trận tấn công trong các trận chiến công thành. Tình trạng hiện tại của trò chơi và các tính năng khác nhau đều được đem ra trưng bày trong hội chợ thương mại Gamescom năm 2015 bao gồm sự thay đổi thời tiết, mùa màng, chế đồ, và đặc biệt nhất là một nền kinh tế trong game được vận hành và dẫn dắt bởi quy luật cung cầu luôn vận động và thay đổi liên tục. Vào tháng 3 năm 2016, khoảng 40 phút của trò chơi đã được trưng bày tại sự kiện PC Gamer Weekender ở London. Đến tháng 10 năm 2016, TaleWorlds chính thức tạo ra trang chủ Bannerlord Steam.